# Didymus der Blinde

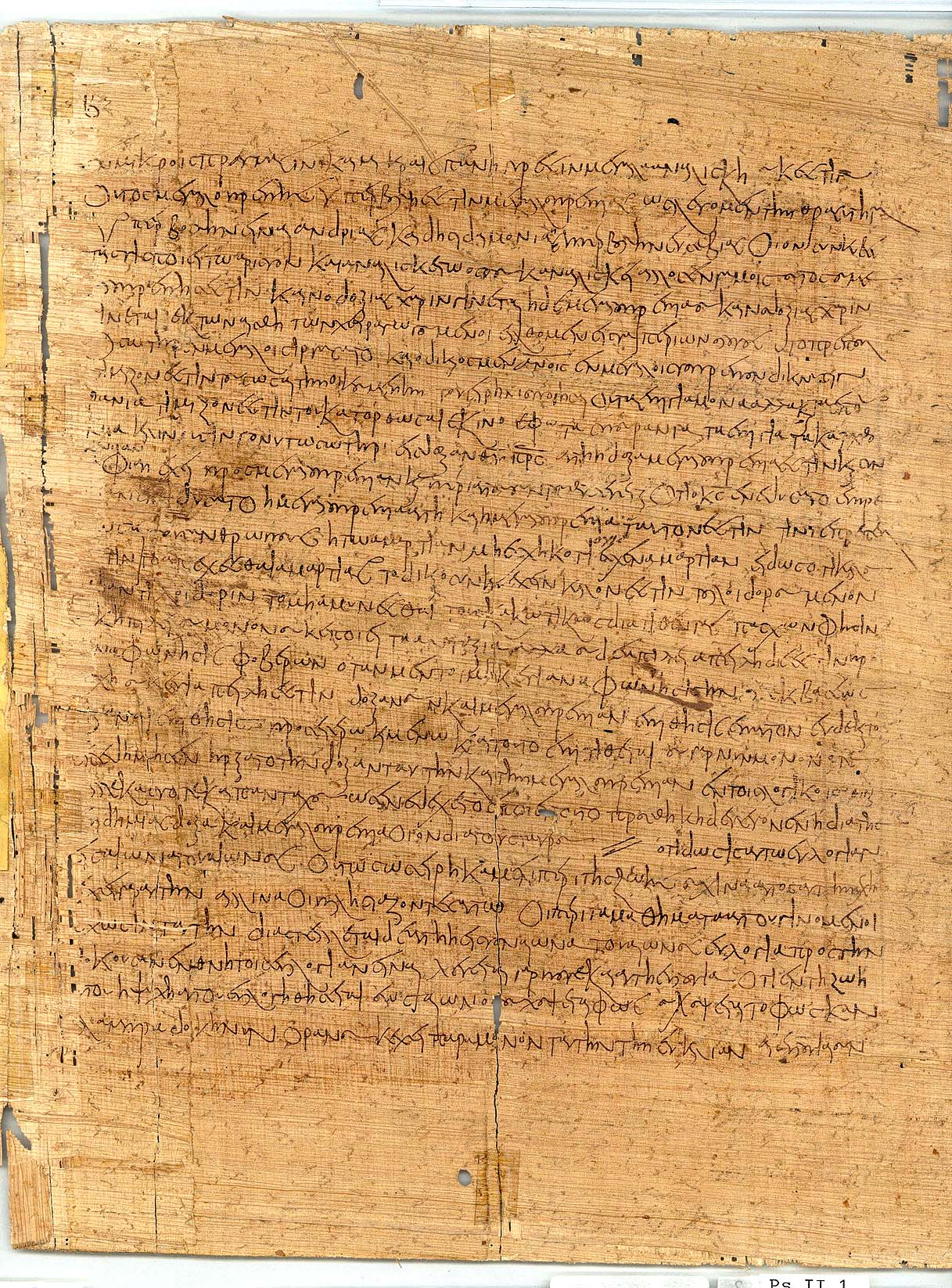
Erstes Blatt des Psalmen-Kommentars Didymus’ des Blinden (P. Köln Theol. 54, S. 17)

Didymus (lateinische Namensform; altgriechisch Δίδυμος Didymos, * 310 oder 313 in Alexandria; † um 398 ebenda), genannt der Blinde, war ein antiker christlicher Schriftsteller.
Obwohl Didymus im Alter von vier Jahren, noch ehe er lesen gelernt hatte, blind wurde, eignete er sich das gesamte Wissen seiner Zeit an. Als er in den Dienst der Kirche trat, wurde er zum Lehrer in der Katechetenschule von Alexandria eingesetzt, wo er bis ins hohe Alter lebte und arbeitete. Unter seinen Schülern waren Hieronymus und Rufinus von Aquileia.
Didymus war ein treuer Anhänger von Origenes, kämpfte jedoch ebenso entschieden gegen die Ansichten der Arianer und der Manichäer.
Seine erhalten gebliebenen Schriften zeigen eine umfassende Bibelkenntnis und ein hohes theologisches Niveau. Darunter finden sich die Titel De Trinitate, De Spiritu Sancto (von Hieronymus ins Lateinische übersetzt), Adversus Manichaeos, sowie Anmerkungen und Auslegungen zu verschiedenen biblischen Büchern, besonders zum Buch Hiob, zum Kohelet (Ecclesiastes), zu den Psalmen und den Katholischen Briefen. Die Überlieferung der Bibelkommentare des Didymus war schlecht; erst der Fund der Tura-Papyri 1941 und ihre Auswertung ermöglichten ein differenziertes Bild seiner Bibelauslegung.